# Lexus LBX
Lexus LBX – hybrydowy samochód osobowy typu crossover klasy subkompaktowej produkowany pod japońską marką Lexus od 2023 roku. W ciągu roku od premiery został jednym z najpopularniejszych modeli producenta w Europie. 

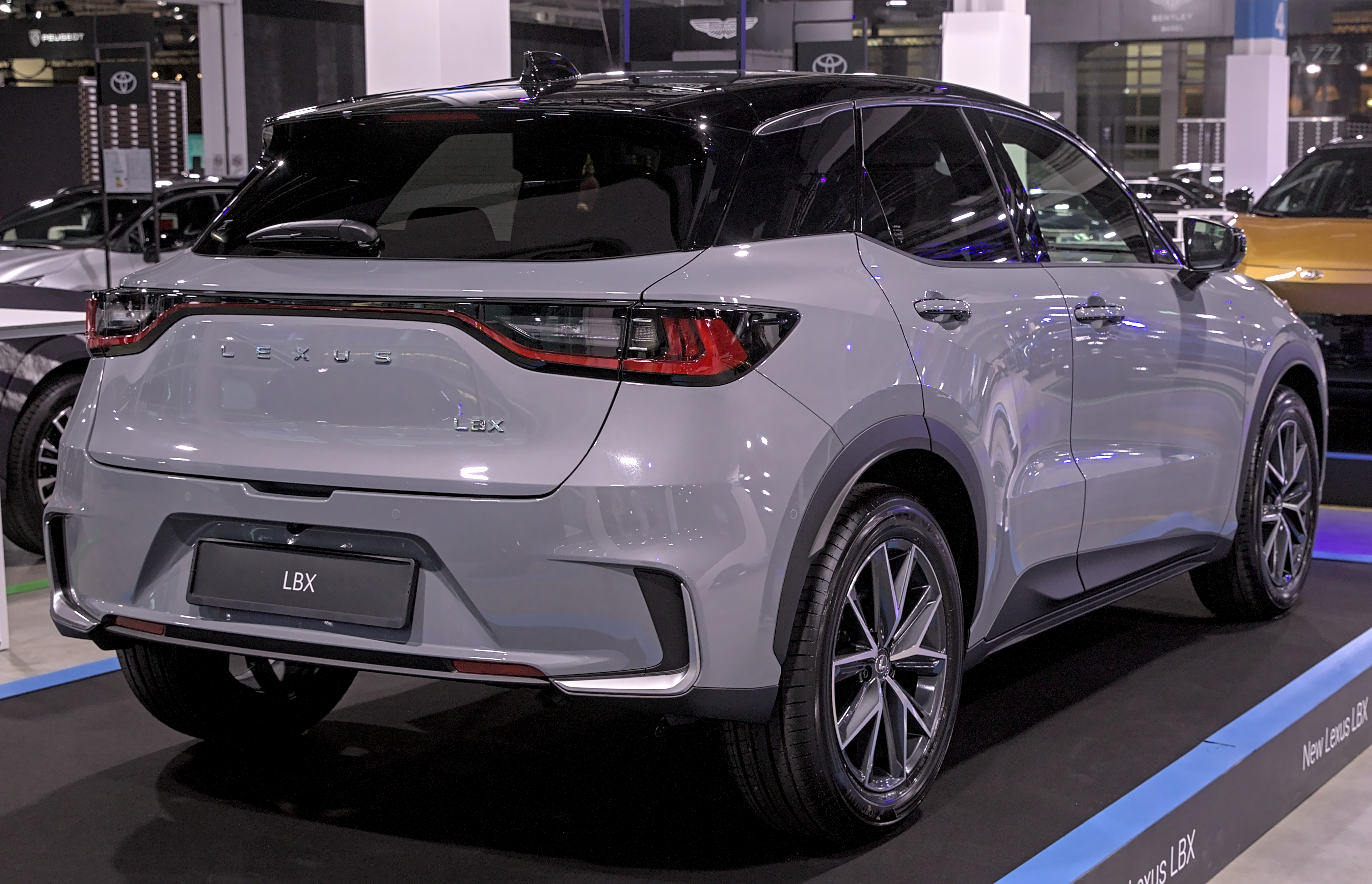
Lexus LBX – tył

To najmniejszy crossover Lexusa i drugi po LFA model o trzyliterowej nazwie. 
Samochód jest oferowany z napędem hybrydowym o łącznej mocy 136 KM, bazującym na silniku benzynowym 1.5 oraz bipolarnej baterii niklowo-wodorkowej.
Na polskim rynku dostępne są dwie wersje napędowe (obie o łącznej mocy 136 KM):
- FWD – wariant z napędem na przednią oś,
- E-FOUR – odmiana z napędem na wszystkie koła wyposażona w dodatkowy silnik elektryczny przy tylnej osi[5].

## LBX Morizo RR
W lipcu 2024 roku na japońskim rynku zaprezentowano sportową wersję modelu – Morizo RR. Samochód napędza trzycylindrowy turbodoładowany silnik 1.6 o mocy 305 KM połączony z manualną lub 8-biegową automatyczną przekładnią. Samochód ma również napęd 4x4, a przyspieszenie od 0 do 100 km/h trwa 5,2 s. 